# A cremonai hegedűs
A cremonai hegedűs Hubay Jenő kétfelvonásos operája. Szövegkönyvét ifj. Ábrányi Emil fordította magyar nyelvre François Coppée és Henri Beauclair francia nyelvű librettója alapján. Ősbemutatójára 1894. november 10-én került sor a budapesti Magyar Királyi Operaházban.

## Szereplők
| Szereplő                               | Hangfekvés |
| -------------------------------------- | ---------- |
| Ferrari mester                         | basszus    |
| Giannina, a lánya                      | szoprán    |
| Sandro, segéd Ferrari műhelyében       | tenor      |
| Philippo, Ferrari mester másik segédje | bariton    |
| A podeszta                             | basszus    |

## Cselekménye
- Helyszín: Cremona, Olaszország
- Idő: 1750

### Első felvonás
A hegedűiről híres Cremona város elöljárósága pályázatot hirdet mesterhegedű készítésére. A nyertes jutalma egy aranylánc, illetve a céh elnöke, Ferrari mester leánya, Giannina keze. A leány azonban Sandrót, apjának segédjét szereti. A fiú, hogy megszerezze magának a leányt, jelentkezik a pályázatra egy szépen szóló hegedűvel, de a púpos Philippo, Ferrari mester másik tanítványa is benevez. A pletykák szerint Philippo olyan hangszert készített, aminek nincs párja a világon. Egy alkalommal Philippót a városi suhancok gúnyolni kezdik púpja miatt. Giannina a segítségére siet. Ez boldoggá teszi Philippót, aki elárulja a leánynak, hogy ő is pályázik majd a kezére. A leány időközben tudomást szerzett a csodahegedűről és unszolja Philippót, hogy játsszon el neki egy dalt. Gianninát meghatja a hegedű hangja, és őszinte pillanatában bevallja Philippónak, hogy ő Sandrót szereti. A jólelkű Philippo ekkor titokban kicseréli a két hangszert, hogy így segítse riválisa győzelmét. Ám Sandrónak is eszébe jut, hogy lopva kicserélhetné a hegedűket, s ez segíthetné a verseny és Giannina kezének elnyerésében. Így akaratlanul is visszacseréli a hangszereket.

### Második felvonás
Cremona főterén kerül sor a nagy versenyre, amelyet a sajnálatos cserének köszönhetően végül mégis Philippo nyer meg. A podeszta a nyakába akasztja az aranyláncot, Ferrari mester pedig elébe vezeti leányát. A becsületes hegedűs azonban lemond a kezéről. Gianninát átadja Sandrónak, ő maga pedig elindul vándorútra, hírnevet szerezni magának hegedűjével. A boldog fiatalok a város lakóival együtt ünneplik Philippo nagylelkűségét és művészetét.

## Külső hivatkozások
- Az opera szövegkönyve